# Темирский район
Темирский район (каз. Темір ауданы) – район  Актюбинской области. Административный центр района — посёлок Шубаркудук.
Население района составляет 37 740 (по состоянию на начало 2019 года). Плотность населения — 2,98 на 1 км² (по состоянию на 1 сентября 2018 года).
Аким района — Батырхан Жолдас Нурланулы.
В Темирском районе находятся населённые пункты — Алтыкарасу, Шыгырлы (Бородиновка), Жамбыл (Ленинское), Бирлик (Рождественское), Кенкияк, Копа, Кумкудук, Нефтяник, Аксай (Перелюбовка), Таскопа, Темир, Шубаркудук, Шубарши.

## История
Темирский район был образован в 1972 году. Не следует его путать с Темирским районом, существовавшим в 1921—1922 и 1928—1967 годах: это название носил нынешний Мугалжарский район .

## Административное деление
1. Темирская городская администрация
2. Аксайский сельский округ
3. Алтыкарасуский сельский округ
4. Жаксымайский сельский округ
5. Кайындинский сельский округ
6. Кенкиякский сельский округ
7. Кенестуский сельский округ
8. Саркольский сельский округ
9. Таскопинский сельский округ
10. Шубаркудукский сельский округ
11. Шубаршийский сельский округ

## Население
Национальный состав (на начало 2019 года):
- казахи — 36 164 чел. (95,82 %)
- русские — 961 чел. (2,55 %)
- украинцы — 96 чел. (0,25 %)
- татары — 301 чел. (0,08 %)
- немцы — 18 чел. (0,05 %)
- другие — 200 чел. (0,53 %)
- всего — 37 740 чел. (100,00 %)